# バグダッド電池

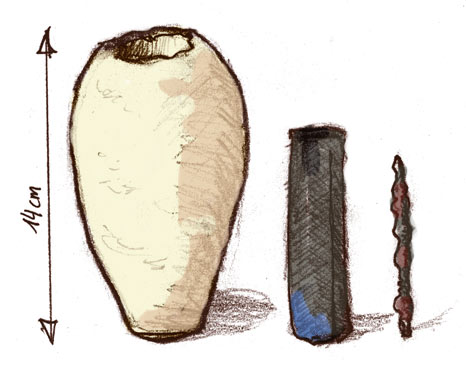
バグダッド電池

バグダッド電池（バグダッドでんち）とは、現在のイラク、バグダッドで製造されたとされる土器の壺である。
電池であるという意見と、そうではないとする意見が存在する。

## 概要
1932年（1936年説も有）にバグダッド近郊のテルであるホイヤットランプファで発掘された。出土したのは民家遺構の中で、呪文が書かれた3つの鉢と共に置かれていた。1938年に、「これはガルバニ電池の一種ではないか」とする論文がイラク国立博物館のドイツ人研究者ヴィルヘルム・ケーニヒ (Wilhelm König) の手によって発表された。その後、1978年に西ドイツのヒルテスハイム博物館で開催された「シュメール・アッシュール・バビロン展」で、「パルティア時代の電池と推定される器具」として展示されたことで世界中に広く紹介されることとなった。

## 構造
大きさは高さ約10cm、直径約3cm程度。粘土を焼いて作った素焼きの土器の中にアスファルトで固定された銅の筒が入っており、その中にアスファルトで塞がれたシリンダーの中に鉄製の棒が差し込まれている。また、底に何らかの液体が入っていた痕跡が残っていた。

## 電池説
発掘当時は用途が不明の出土物であったとされているが、電池メーカーのボッシュによる復元実験で電解液として酢やワインを用いた結果、電圧0.9 - 2ボルト程度で発電された。パルティア時代にも使用可能な電解液とされる液体が次々に試され、作製されたレプリカにおいて、微弱ながらもそれらが実際に電流を発生させることが示された。ただしこの実験は発見された状態と違い開放状態で、それも原理だけを復元した（壷やシリンダーを復元したわけではない）状態で行われており、発見時と同じくアスファルトで口に封をした場合はすぐに電流が止まってしまう。
使用目的としては、電解液にブドウジュースを用いた実験にて、シアン化金の溶液に浸した銀製品を数時間で金メッキ加工させることに成功しており、装飾品に金や銀のめっきを施すため(実際その近辺からメッキされたとしか言いようがない装飾品が出土している)の道具とする説が提唱されたが、電気を使わずとも水銀アマルガム法などでメッキを施す方法は古くから知られており、根拠としては薄い。他にも、呪文が書かれた壷と共伴したことから、感電による宗教体験を演出する装置や、電気療法のための装置という説など諸説あるが、真の目的は不明とされている。

## 電池説への指摘
電池である可能性を最初に指摘したケーニヒは壷を紀元前250年頃のパルティア朝時代に作られたものと主張したが、ケーニヒの本職は画家であって、考古学者ではない。壷の様式はサーサーン朝様式で、同様の構造の壷がチグリス川河畔のセレウキアや、パルティア時代からも首府であったクテシフォンなどサーサーン朝時代の遺跡から多数発見されている。実際の製造時期は紀元後3世紀から7世紀にあたり、考古学的に壷が明らかにサーサーン朝の様式にもかかわらず、ケーニヒはパルティア時代のものだと誤って主張していることになる。
セレウキアを発掘したリロイ・ウォーターマン、クテシフォン遺跡を発掘したエルンスト・クネルは、同様の壷を発見していて、中にパピルスの繊維を確認している。また、壷が建物の基礎部分から発見されていることから、実際は宗教的な祈祷文を入れて埋める壷であり、金属棒は巻物の芯棒、周りの金属は金属製の保護容器である可能性が高い。 電池によく似た構造になったのは巻物に使われたパピルスが腐敗して無くなり、鉄製の芯棒が残ったことでたまたま電池に似た構造になっただけである、としている。